# 하야카와 토쿠지

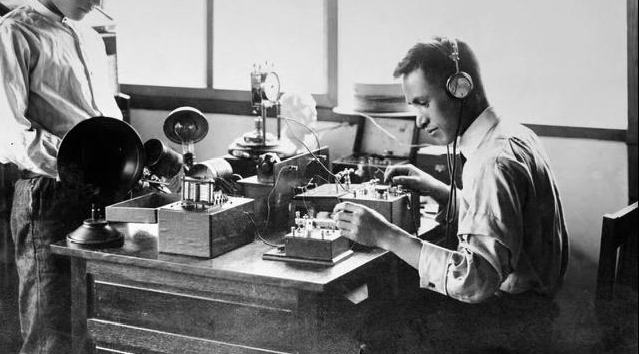

하야카와 토쿠지(일본어: 早川德次, 1893년 11월 3일 ~ 1980년 6월 24일)는 일본의 기업인이다. 샤프을 설립했다. 최초의 전자제품 개발을 많이 해서 "일본의 에디슨"이라고 불린다.

## 생애
하야가와는 1893년 도쿄에서 태어났다. 초등학교 1학년까지만 다니고 8세부터 금속 장인 밑에서 일을 시작했다.
1912년 19세의 하야가와는 샤프을 설립했다. 3년 후인 1915년 샤프 펜슬을 개발했다. 1923년 관동대지진으로 아내와 두 아들이 죽고, 공장이 불타 사라지면서 위기를 맞았다. 1950년 한국전쟁이 터지면서 라디오 수요가 늘어나, 1951년 샤프의 매출은 수식상승했고, 하야가와는 곧 TV 개발에 뛰어들었다.
- 1915년 세계 최초의 샤프 펜슬 개발
- 1925년 일본 최초의 국산 라디오 개발
- 1953년 일본 최초의 국산 흑백 TV 개발
- 1962년 일본 최초의 국산 전자레인지 개발
- 1964년 세계 최초의 트랜지스터 전자계산기 개발
- 1973년 세계 최초의 LCD 전자계산기 개발

## 같이 보기
- 샤프 (기업)